# ダニー・ローリング
ダニエル・ハロルド・ローリング（英語: Danny Rolling, 1954年5月26日 - 2006年10月25日）は、1990年8月の4日間でゲインズビルで5人の大学生を殺した、別名ゲインズビルの切り裂き魔として知られるアメリカの連続殺人犯。後に彼は居住地のシュリーブポートでも3人を殺害し、被害者の何人かをレイプし、1990年5月には父親を殺そうとしたことを認めた。ローリングは、合わせて8人の殺害を自供している。 彼にはゲインズビルの5人殺害の罪で死刑が宣告され、2006年に薬殺刑が執行された。

## 生い立ち
ダニエル・"ダニー"・ローリングはジェームス・ハロルド・ローリングとクラウディア・ベアトリスの2人の息子の1人として生まれる。ジェームスは朝鮮戦争に従軍した海軍の退役軍人で、シュリーブポートの警察官。彼は、妻と子をつまらないこと（例えば息の仕方が気に入らない）でよく罵り、息子には「欲しくて作った子じゃない」とも言っている。ジェームスの妻は、夫にハサミで自分自身を傷つけるよう仕向けられたと訴えて、病院に駆け込むこともあった。彼女は何度も夫の元から去ろうとしたが、その度にすぐ連れ戻されている。ジェームスは、息子を床に押さえつけて手錠をかけ、息子に邪魔されたと警察に連行させることもあった。また、ローリングは犬を飼っていたが、ジェームスがあまりにも犬を殴りすぎたため、ローリングの腕の中で犬は死んだ。
10代になり青年期にさしかかるころには、ローリングはジョージア州で強盗で何度も逮捕され、女性の着替えを覗いたことでも捕まっている。大人になると、社会に適合することに悩み、ちゃんとした仕事を続けるのも難しくなった。ある時期、彼はルイジアナ州ボージャーシティでウエイターをしている。

## ゲインズビルでの殺人
1990年8月、ローリングはフロリダ州ゲインズビルで衝動的に侵入強盗をやり、5人の大学生（1人はサンタフェ大学、4人はフロリダ大学）を殺害した。彼は被害者の遺体を切り刻み、1人の首を切り落とした。その後、鏡を使って死体にポーズを取らせている。
8月24日金曜日の早朝、ローリングは2人の大学1年生（ソニア・ラーソン18歳、クリスティナ・パウエル17歳）が同居するアパートの部屋に押し入った。パウエルが下の階のカウチソファーに眠るのを見つけると、しばらく彼女の側に立っていたものの、彼女を起こさず、代わりにラーソンの眠る上の階に行くことを決めた。ローリングはラーソンの叫び声が漏れないよう口をテープで止めてから、戦闘用ナイフ（Ka-Bar）で死ぬまで繰り返し刺した。彼女は彼の攻撃を避けようとしながら死んでいる。
それからローリングは下の階に戻ると、パウエルの口をテープで塞いで両手首を背後で縛り付けたあとナイフで脅しながら服を切った。彼女をレイプしたあと、床にうつ伏せにし背を5回刺している。アパートを去る前に、死体に性的に挑発するポーズを取らせて、シャワーを浴びている。
翌日の8月25日土曜、ローリングはサンタフェ大学のそばに住む、化学の授業で優秀な生徒クリスタ・ホイット（18歳）のアパートのガラスドアをドライバーでこじ開けて押し入る。彼女が留守と知ると、リビングで彼女の帰宅を待つことにする。午前11時、帰宅したホイットはローリングに首を絞められ、取り乱した。彼女が落ち着くと、ダクトテープで猿ぐつわをし、後ろ手に拘束してベッドルームに連れ込んで服を切り裂いてレイプした。殺害時、うつ伏せにした彼女を繰り返し刺し、動脈を破裂させている。それからひっくり返し、恥骨から胸骨にかけて腹部を切り開いた。一度は住み家に戻ったものの、彼は財布を殺害現場に落としてきたと考え、現場に戻った。そのときに彼はホイットの首を切断し、体をベッドの端に座らせると頭部は棚にのせ、自分の遺体を見える位置に配置した。後になって彼は第一発見者にショックを与えるためにやったと供述している。
この時点で、殺人事件はメディアの高い注目を集めた。多くの学生は警戒について話し合い、日々の日課を変えたりグループで寝るなどしている。一連の犯行は秋学期が始まった直後に発生していたため、入学を取りやめたり別の学校に転校する生徒もいた。
8月27日月曜、ローリングはトレーシー・パウルス（23歳）とマニー・タボアダ（23歳）が住むアパートに、前の事件と同じ道具を使ってガラスドアをこじ開けて侵入した。ベッドルームで眠るタボアダを見つけると、争った後に彼女を殺した。
争う音を聞いて、パウルスはタボアダのベッドルームに行き、ローリングを見つける。彼女は自分のベッドルームにバリケードを作って抵抗したが、ローリングはドアを壊して押し入った。彼女の口と手首にテープを巻き、レイプしたあとうつ伏せにして背中を3度刺している。殺害後、パウルスの死体にもポーズを取らせているが、タボアダは殺されたままの姿勢だった。
タボアダを除いて、すべての被害者はローリングの母と同じ、小柄の白人でブルネット、茶色の瞳をしている。当初、警察はほとんど手がかりを得られないまま、2人の容疑者を特定した。1人はエドワード・ルイス・ハンフリーで、自動車事故で顔が傷だらけのフロリダ大学に通う精神病歴を持つ男であった。ハンフリーは祖母に対する暴行で逮捕され、大陪審が証拠不十分として殺人罪の起訴を拒否するまでの5ヶ月間勾留された。ハンフリーの写真は報道各社によって何度も繰り返し報じられた。ローリングの逮捕後、当局は公式に彼を無罪としている。もう1人の容疑者も、後に無罪とされた。

## シュリーブポートの殺人事件とローリングに関する情報
ルイジアナ警察は、フロリダ当局に1989年11月4日に起こったシュリーブポートで3人が殺害された未解決事件について警告した。その中で、ルイジアナの刑事はゲインスビルの事件とシュリーブポートの事件が似ていることを指摘している。シュリーブポートの事件では、夕食の準備をしていたトム・グリッソム（55歳）の家が襲われ、トムと娘のジュリー（24歳）と孫のシーン（8歳）が殺害されている。殺害後、ジュリーの遺体は解体され内臓が取り除かれた上にポーズを取らされている。
フロリダ警察で事件を捜査していたドン・メインズは1990年の11月にゲインズビルの事件とシュリーブポートの事件の類似性調査のためにシュリーブポートを訪ねている。2つの事件は「被害者にポーズを取らせている」「遺体にテープが残っている」「酢で遺体を清めている」という共通点があった。メインズはシュリーブポートの事件で採取された犯人の体液を検査し、血液型がB型であると発表した。彼はゲインズビルの証拠との一致が、この事件における"天啓"と呼んだ。
シュリーブポート住民であるシンディ・ジュラチッチは、ゲインズビルの事件のことが気になり、ローリングが両方の事件に関与したという直感に基づいて、11月に警察へ連絡する。当時の心境について彼女は「ずっと気は休まらなかった」と振り返っており、「ある日、受話器を取り、クライム・ストッパーズに電話し、『あなたたちが捜査すべき人がいます -- ダニー・ローリングです』と告げた」と話している。
捜査官は情報に反応し、すぐにオカラのスーパー強盗で1990年9月7日に逮捕されているローリングを見つけた。強盗はパウルスとタボアダの遺体が発見された10日後に行われている。ローリングはゲインズビルから40マイル南のマリオン郡の刑務所に収監されていた。捜査官はローリングの血液型がゲインズビルとシュリーブポートの事件の容疑者と同じB型と特定した。
フロリダの捜査官がローリングの複数の武装強盗の前科に気付くと、すぐにクリスタ・ホイットの遺体が見つかった日に起こった銀行強盗の犯行もローリングのものと判明した。彼らは、銃、ドライバー、現金入りのカバン、それにカセットプレイヤーが保管された証拠保管庫に向かい、テームの内容を確認した。また、ドライバーとゲインズビルの現場に残された傷が一致することも確認された。彼の小さな住み家があった雑木林は、学生たちが住むアパートの近くにあった。捜査員は彼がオーディオダイアリーで事件へ言及しているものを見つけた。
のちに、ローリングは1990年8月5日にサラソータのジャネット・フレークの家にも押し入っていたことが判明する。被害者はダクトテープで縛られ、猿ぐつわをされてレイプされていたが、殺害はされなかった。

## 起訴と裁判
1991年11月、ローリングは5件の殺人罪で起訴される。事件から4年近く経って、彼は出廷した。彼は、犯行動機はテッド・バンディのような"スーパースター"になることだったと主張した。1994年、彼の審理が始まる前に、ローリングは、意外なことに、すべての罪状について罪を認めた。続いて州検事のロッド・スミスは訴追への処罰審査に訴追する。彼の裁判の期間にコートTVはローリングの母親にインタビューをしている。彼女の自宅でのインタビューの間、フレーム外から父親が叫んでいるのが聞こえた。
1994年4月20日、ローリングに死刑判決が下される。ローリングには反社会性パーソナリティ障害、境界性パーソナリティ障害、性的倒錯の診断がされている。

## 死刑執行
ゲインズビルの事件の罪で死刑が執行される少し前、ローリングは彼の精神的指導者のマイク・ハズペス禅師とフロリダ警察に手書きの供述書と謝罪文を送り、シュリーブポートの事件の罪を認めた。 最後の食事にはロブスターを食べ、ゴスペルを歌ったが、執行直前には何も語らなかった様子が遺族たちに目撃されている。
ローリングの処刑は、最後の訴えが合衆国最高裁判所に拒否された後、2006年10月25日にフロリダ州刑務所で薬殺で執行された。死亡時刻は東部時間の午後6時13分と公表された。

## メディア

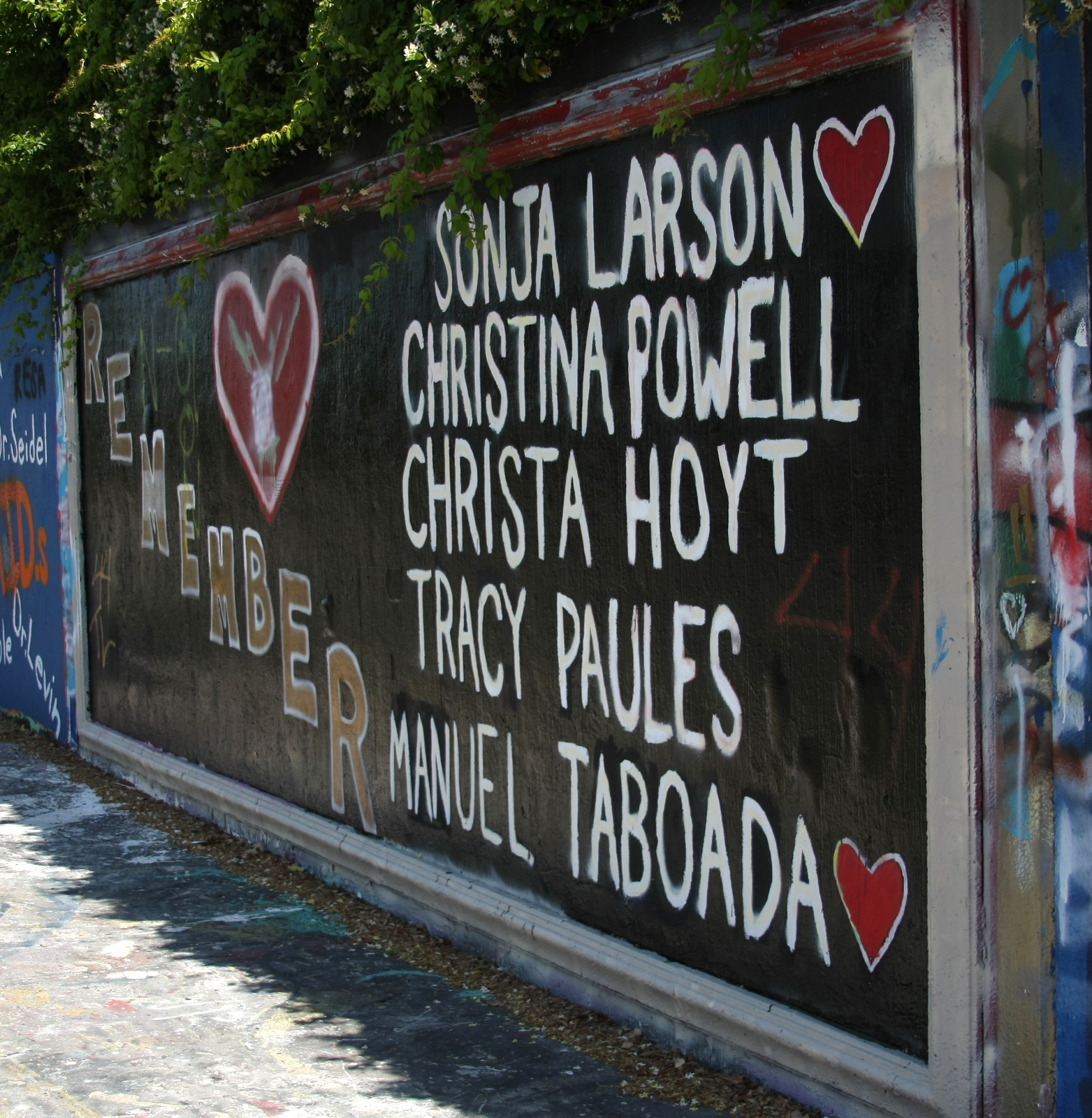
34thストリートにある殺害された5人の学生の記念碑。1990年に描かれる。

作家のサンドラ・ロンドンはローリングと協力して"The Making of a Serial Killer: The True Story of the Gainesville Murders in the Killer's Own Words"を発表している。ロンドンと鉄格子の向こうのローリングの関係の進展は、テレビドラマ "First Person"のエピソードで扱われている。二人の関係はロマンチックなものとなり、ついには婚約した。ドラマでは彼らのロマンスやローリングの美術的作品が取り上げられ、彼が自分の罪への良心の呵責を感じているという風に演出されている。また、ドラマにはローリングが公聴会のひとつを法廷でロンドンへの愛情を公に明かす機会として利用し、セレナーデを歌う様子も含まれている。
2007年、フロリダのジャクソンビルで独立系の長編映画 "The Gainesville Ripper" の撮影が行われた。ローリング役はザッカリー・メモス。
また、ローリングはコートTVの番組 "Body of Evidence: From the Case Files of Dayle Hinman" のエピソードの1つになっている。また、カナダのディスカバリーチャンネルのドキュメンタリー番組 "Forensic Factor" の エピソード "Killing Spree" でも取り上げられ、後にアメリカのサイエンスチャンネルでも放送された。
2010年にはテレビ番組 "Cold Blood"のエピソードになり、2012年に同じくテレビ番組の"Motives and Murders"のエピソード "Not Again" で彼について触れられている。2015年の"Nightmare Next Door"のエピソードでも取り上げられた。
2013年7月28日にドキュメンタリー番組の"The Real Story"が映画の『スクリーム』を取り上げた際には、ローリングの殺人事件を非常に詳細に扱っている。
テレビ番組 "Murder Made Me Famous"の2018年11月24日放送回で、事件が年代記に記録される。
犯罪ドキュメンタリーの "Mark of a Killer" の "Posed to Kill" 放送回で事件が記録される。
2020年、事件から30年経過して、ゲインズビルの放送局WUFTのニュースでこの事件の特番を放送した。タイトルは"Four Days, Five Murders" 。
ABCのプライムタイムの番組『20/20』 のエピソードとして事件が取り上げられた。
2022年1月14日、Discovery+でスティーブ・シッピーとシンディ・カザ出演の超常現象ドキュメンタリー番組 "Scream: The True Story"を放送する。番組ではローリングが子供の頃暮らした家で超常現象の調査を行った。